# Referendum na Łotwie w 2012 roku
     100.0%—90.0%
     89.9%—80.0%
     79.9%—70.0%
     69.9%—60.0%
     59.9%—50.0%
     50.0%—59.9%
     60.0%—69.9%
     70.0%—79.9%
     80.0%—89.9%
     90.0%—100.0%

Procentowe wyniki referendum:
ZA
100.0%—90.0%
89.9%—80.0%
79.9%—70.0%
69.9%—60.0%
59.9%—50.0%
PRZECIW
50.0%—59.9%
60.0%—69.9%
70.0%—79.9%
80.0%—89.9%
90.0%—100.0%

Referendum na Łotwie w 2012 roku – przeprowadzone 18 lutego 2012 roku referendum konstytucyjne na Łotwie w sprawie ustanowienia języka rosyjskiego drugim obok łotewskiego językiem państwowym. W wyniku głosowania projekt zmian odrzucono.

## Tło
Po rozpadzie ZSRR Łotwa przyjęła ustawę o obywatelstwie, przyznającą obywatelstwo osobom, które posiadały je przed okupacją radziecką i ich potomkom. W efekcie ponad 30% mieszkańców kraju nie otrzymało obywatelstwa łotewskiego i musiało wystąpić o jego przyznanie. Otrzymanie łotewskiego obywatelstwa wymaga zdania egzaminu z języka państwowego (por. polityka językowa na Łotwie), w efekcie czego w przededniu referendum ok. 40% mniejszości rosyjskojęzycznej nie posiadało go.
Referendum zostało zarządzone w wyniku inicjatywy obywatelskiej. Zrzeszające Rosjan stowarzyszenie O Język Ojczysty zebrało 187 tysięcy podpisów, co stanowi ponad 12% uprawnionych do głosowania, podczas gdy wymagane jest zebranie podpisów co najmniej 10% uprawnionych. Rosyjskojęzyczne jest 35% populacji Łotwy. Według opinii politologów inicjatywa zorganizowania referendum jest efektem nieprzyjęcia reprezentującej wyborców rosyjskojęzycznych partii Centrum Zgody do koalicji rządowej, pomimo wygrania przez tę partię wyborów parlamentarnych we wrześniu 2011 roku.

## Stanowiska wobec inicjatywy
Projekt ustanowienia języka rosyjskiego jednym z języków państwowych popierała sejmowa partia Centrum Zgody. Przeciwko poprawkom do konstytucji były natomiast wszystkie partie łotewskie, prezydent Andris Bērziņš, byli prezydenci Valdis Zatlers i Vaira Vīķe-Freiberga oraz biskupi katoliccy.

## Opinia społeczna w okresie przedreferendalnym
Z sondaży wynikało, że ponad połowa uprawnionych wyborców zamierzała głosować przeciwko wprowadzeniu drugiego języka państwowego, a za zmianami opowiadało się ok. 25%. Przewidywano także wysoką frekwencję ze względu na ostrość sporu pomiędzy obiema społecznościami, według sondaży miała ona wynieść ponad 75%.

## Wyniki głosowania
Do uchwalenia poprawek potrzebne było poparcie zmian przez ponad połowę uprawnionych do głosowania w ostatnich wyborach do sejmu, tj. 771 350 osób. Według danych ogólnokrajowej komisji wyborczej, frekwencja w referendum była wysoka i wyniosła 69,23%. Za zmianami w konstytucji opowiedziało się 273 347 (24,88%) osób, przeciw 821 722 (74,8%), a głosy nieważne oddało 3 524 (0,32%) głosujących.